# Седова, Галина Михайловна
Гали́на Миха́йловна Седо́ва (род. 21 августа 1957) — российский филолог-пушкинист. Заслуженный работник культуры Российской Федерации (2018). Доктор филологических наук. Член Союза российских писателей. Заведующая Мемориальным музеем-квартирой А. С. Пушкина в Петербурге (наб. Мойки, 12).

## Биография
В 1982 году окончила исторический факультет Санкт-Петербургского государственного университета (ЛГУ им. А. А. Жданова). В 1989 году защитила кандидатскую диссертацию «Помещичьи крестьяне Северо-запада России в первой половине XIX в.» по специальности «история». В 2010 году защитила докторскую диссертацию «Биография и творчество А. С. Пушкина: Последний год» по специальности «русская литература».
Замужем. Муж — доктор исторических наук Седов Павел Владимирович. Сын, 1987 года рождения.

## Научная и педагогическая деятельность
С 1982 работает во Всесоюзном (с 1996 г. — Всероссийском) музее А. С. Пушкина:
до 1988 года — экскурсовод;
в 1988 году — старший научный сотрудник, входила в состав группы по разработке концепции будущего музея Г. Р. Державина на набережной Фонтанки, 118;
с 1989 года по настоящее время — заведующая Мемориальным музеем-квартирой А. С. Пушкина — филиалом Всероссийского музея А. С. Пушкина.
Специалист по истории и культуре России первой половины XIX века. Автор кардинальных экспозиционных изменений в Мемориальном музее-квартире А. С. Пушкина на Мойке, 12 (1996, 1999, 2012 гг.), автор крупных выставочных проектов, посвященных А. С. Пушкину, его эпохе и истории музея в доме на Мойке, 12 (Петербург: 1996—2004, 2012; Люксембург: 2008, Страсбург: 2010). Организатор серии научных конференций в Музее-квартире А. С. Пушкина «Беляевские чтения», посвященных проблемам современного пушкиноведения и устраиваемых в память о создателе и первом директоре мемориального музея поэта в доме на Мойке, 12 М. Д. Беляеве (1884—1955).
Инициатор определения подлинности дивана из кабинета А. С. Пушкина в доме на Мойке, 12(работа осуществлялась совместно со специалистами из ГУЗ Бюро судебно-медицинской экспертизы Комитета по здравоохранению Правительства Ленинградской области и широко освещалась в прессе).
В 2020 году атрибутировала голландскому художнику Герриту Маасу (Gerrit Maas) картину, представленную в гостиной Мемориального музея-квартиры А. С. Пушкина, ранее считавшуюся «Итальянским пейзажем» работы неизвестного художника. Обнаруженное полотно стало четвёртым из числа известных в мире работ Г. Мааса. Атрибуция Г. М. Седовой подтверждена специалистами из Института истории искусств в Гааге (RKD); результаты атрибуции внесены в базу данных Института и представлены на сайте RKD.
Среди уникальных архивных находок Г. М. Седовой:
- портрет секунданта д'Антеса - виконта Оливье д'Аршиака (фонд барона Ф. А. Бюлера в РГАДА); с 1999 года копия представлена в экспозиции Мемориального музея-квартиры А. С. Пушкина (наб. Мойки, 12);
- копия письма В. А. Жуковского к отцу Пушкина Сергею Львовичу от 17 февраля 1837 года, восходящего к несохранившемуся подлиннику письма о смерти поэта (фонд Д. В. Давыдова; Российский государственный военно-исторический архив);
- письмо генерал-майона А. И. Пашкова от 30 января 1837 года о дуэли и смерти Пушкина[9] (фонд В. М. Шаховского; отдел рукописей в Российская государственная библиотека).

## Видеозаписи и открытые лекции в сети Интернет
- Дуэль и смерть А. С. Пушкина. Взгляд из XXI века. Лекция в книжном доме «Буквоед» (Санкт-Петербург) 11 февраля 2020 г.[10]
- Последний день жизни Пушкина перед поединком у Чёрной речки. Лекция в Государственном музее А. С. Пушкина (Москва). 3 марта 2019 г.[11].
- В поисках «бедной Кати»: эльзасские впечатления. Лекция в Государственном музее А. С. Пушкина (Москва). 6 ноября 2019 г.[12]
- Осмотр музея-квартиры на Мойке, 12, во время ковидного карантина. 06 июня 2020 г.[13]
- О сабле Пушкина и путешествии поэта в Арзрум. 30 июля 2020 г.[14]
- Ко дню рождения Натальи Николаевны Пушкиной. 8 сентября 2020г.[15]
- Память о Пушкине в доме на Мойке, 12, в Петербурге в XIX – первой половине XX века. Вебинар "День памяти Пушкина". Москва, 25 февраля 2021 [16]

## Деятельность в СМИ
Участвует в просветительской деятельности в прессе и на телевидении.
Автор и ведущая многих научно-популярных телевизионных передач, записанных и показанных на петербургском телевидении и телеканале «Культура» начиная с 1999 г. Из них самые значимые:
- Поэт и судьба (1999);
- «Родился сын Александр» (1999)
- Прелестная Натали (4 серии)(2000);
- «Себя как в зеркале я вижу…» (2000);
- Тайны дома на Мойке (2002);
- «Русская амазонка» (2002);
- Тайны Пиковой Дамы (2003);
- «Под бурями судьбы…» (2004);
- «Мой адрес: на Мойке, близ Конюшенного мосту...» (фильм снят совместно с Президентской библиотекой им. Б. Н. Ельцина в 2013 г.)[20]

Участник телевизионных передач:
- «Дуэль и смерть Пушкина. Развенчание мифов»[21]
- Интересен ли сегодня Пушкин?[22]
- Натали. После Пушкина. Документальный фильм (Россия, 2012). Телеканал «Культура». Цикл «Наше наследие»
- «Личные вещи Александра Пушкина» 11 декабря 2010 г. Телеканал «5 канал». Программа «Личные вещи»[23]
- Pushkin Is Our Everything. 2014. American documentary film by Michael Beckelhimer [24].
- «Наблюдатель» 6 июня 2016 г. Телеканал «Культура»[25]

## Награды
- Орден «За заслуги в культуре и искусстве» (30 мая 2025 года) — за вклад в развитие отечественной культуры и искусства, многолетнюю плодотворную деятельность[26]
- Заслуженный работник культуры Российской Федерации (30 мая 2018 года) — за большой вклад в развитие отечественной культуры и искусства, средств массовой информации, многолетнюю плодотворную деятельность[27]
- обладатель главного приза «Золотой Витязь» в номинации «Литературоведение» VI Международного славянского литературного форума «Золотой витязь» (2015)[28]
- памятная медаль Министерства культуры Российской Федерации «200 лет со дня рождения М. Ю. Лермонтова» (2014)
- шорт-лист Международного литературного конкурса «Славянская лира 2014» (рассказ «Вовка»)[29]
- диплом полномочного представителя президента РФ в Северо-Западном Федеральном округе «За значительный вклад в социально-экономическое развитие региона» (3 марта 2011 г.)
- дипломант конкурса «Женщина года — 2011» в номинации «Культура» (Санкт-Петербург, март 2011)
- премия Санкт-петербургского журнала «„Собака.ru: ТОП 50. Самые знаменитые люди Петербурга“» в номинации «Наука» (за идентификацию дивана А. С. Пушкина в 2010 г.)[30][31]
- лауреат конкурса Ассоциации книгоиздателей России (АСКИ) в номинации «Лучшая книга о Петербурге 2008 года» (за книгу «А. С. Пушкин и особняк на Мойке»)[32]

## Труды
Автор более 90 печатных работ, в том числе книг и научных статей:
- «Я жить хочу…»: Последние месяцы жизни А. С. Пушкина. СПб., 2008[34][35]
- А. С. Пушкин и особняк на Мойке. СПб., 2008[36]
- Мир Пушкина: Последняя дуэль. СПб., 2007 (составитель сборника документов)
- Ему было за что умирать у Чёрной речки. СПб., 2012 (2-е издание: СПБ., 2020)[37][38][39]
- Особняк на Мойке, 12. СПб., 1999 (совместно с Л. М. Солдатовой)
- Жизнь и Лира. СПб., 1999 (совместно с С. М. Некрасовым, Р. В. Иезуитовой; Н. Л. Петровой)
- Виконт Оливье д’Аршиак в дуэльных конфликтах Пушкина с Дантесом // Вестник СПбГУ. 2010, июнь. Сер. 10. Вып. 2. С. 46-52
- Письмо Алины Дурново о дуэли и смерти Пушкина из «Записок» А. О. Смирновой-Россет[40]
- Lettre d’Andreï Pachkov sur la mort d’Alexandre Pouchkin datée du 30 janvier 1837 (archives du prince Valentin Chakhoskoï)// La Revue de la BNU (Strasburg). 2010. № 1. P. 62-65[41]
- La mort de Pouchkine vue par ses contemporains //Pouchkine, poète de l’altérité. Presses universitaires de Strasbourg. 2012. P. 89-98[42]!
- В поисках «бедной Кати»: эльзасские впечатления // Нева. 2013. № 2. С. 145—182[43]
- Вовка. Рассказ //Нева. 2014. № 10. С. 113—116[44]. Рассказ вошёл в шорт-лист Международного литературного конкурса «Славянская лира 2014»[29]
- О внесении изменений в экспозицию Мемориального музея-квартиры А. С. Пушкина (К 175-летию со дня гибели А. С. Пушкина) // Пушкинский Музеум. Альманах. Вып. 7. СПб., 2015. С. 6 — 21[45].
- О мемориальном диване в кабинете А. С. Пушкина // Пушкинский Музеум. Альманах. Вып. 7. СПб., 2015. С. 23 — 34[46].
- У Казанского моста, в доме Бельгарда: последний адрес Н. Н. Ланской // Пушкинский Музеум. Альманах. Вып. 7. СПб., 2015. С. 118—125[47].
- С Пушкиным и Набоковым (Вспоминая Вадима Петровича Старка) // Пушкинский Музеум. Альманах. Вып. 7. СПб., 2015. С. 360—363[48].
- «Молю Феба и Казанскую Богоматерь…» (молитва и икона в семейной жизни Пушкина и в музейной экспозиции) // Пушкин и придворная среда его времени. Беляевские чтения: сб. научных статей. Вып. V. СПб., 2015. С. 53-78[49].
- Последний день жизни Пушкина в свидетельствах современников // Петербургский исторический журнал. 2018. Вып. 4 (20). С. 65-83[50]

Учебные пособия:
- «Победителю-ученику от побежденного-учителя…». О надписи В. А. Жуковского на портрете, подаренном А. С. Пушкину. — СПб.: Изд-во СПбГУ, 2009.
- Стихотворение «Я памятник себе воздвиг нерукотворный…» (1836). — СПб.: Изд-во СПбГУ, 2009.